# Арутюнян, Артём
Артём Арутюня́н (арм. Արտեմ Հարությունյան, нем. Artem Harutiunian; род. 13 августа 1990, Ереван) — немецкий боксёр армянского происхождения, представитель первой полусредней весовой категории. Выступал за сборную Германии по боксу в середине 2010-х годов, бронзовый призёр летних Олимпийских игр в Рио-де-Жанейро, обладатель бронзовой медали чемпионата Европы, победитель турниров национального и международного значения. С 2017 года боксирует на профессиональном уровне.

## Биография
Артём Арутюнян родился 13 августа 1990 года в Ереване, Армения, но ещё ребёнком переехал на постоянное жительство в Германию. В детстве серьёзно занимался тхэквондо, выиграл в этой дисциплине чемпионат Германии среди юниоров, в 2005 году взял серебро на юниорском европейском первенстве, получил чёрный пояс и второй дан. Однако позже решил перейти в бокс, проходил подготовку в одном из боксёрских залов Шверина.

### Любительская карьера
Впервые заявил о себе в любительском боксе в 2008 году, выиграв бронзовую медаль на юниорском Кубке Бранденбурга во Франкфурте-на-Одере.
В 2011 году впервые одержал победу на взрослом чемпионате Германии в зачёте первой полусредней весовой категории.
Первого серьёзного успеха на взрослом международном уровне добился в сезоне 2013 года, когда вошёл в основной состав немецкой национальной сборной и побывал на чемпионате Европы в Минске, откуда привёз награду бронзового достоинства, выигранную в первом полусреднем весе. При этом на чемпионате мира в Алма-Ате дошёл лишь до стадии 1/8 финала, проиграв бразильцу Эвертону Лопису. Также с этого момента регулярно принимал участие в матчевых встречах Всемирной серии бокса.
В 2014—2015 годах Арутюнян достаточно успешно выступал в новосозданной лиге AIBA Pro Boxing, где побеждал таких известных боксёров как Борис Георгиев, Абделькадер Шади и Эвальдас Пятраускас, тем не менее, он дважды проигрывал россиянину Армену Закаряну, и стать чемпионом ему так и не удалось.
Благодаря череде удачных выступлений в лиге APB Артём Арутюнян удостоился права защищать честь страны на летних Олимпийских играх в Рио-де-Жанейро. В категории до 64 кг благополучно прошёл первых двоих соперников по турнирной сетке, но в третьем бою на стадии полуфиналов со счётом 0:3 потерпел поражение от представлявшего Азербайджан Лоренсо Сотомайора и получил бронзовую олимпийскую медаль. За это выдающееся достижение по итогам сезона был награждён Серебряным лавровым листом, высшей спортивной наградой Германии.
После Олимпиады ещё в течение некоторого времени оставался в составе немецкой национальной сборной и продолжал принимать участие в крупнейших международных турнирах. Так, в 2017 году выиграл бронзовую медаль на международном турнире в Чехии и выступил на домашнем мировом первенстве в Гамбурге, где в четвертьфинале первого полусреднего веса был остановлен узбеком Икболжоном Холдаровым.

### Профессиональная карьера
В ноябре 2017 года Артём Арутюнян успешно дебютировал на профессиональном уровне, выиграв по очкам у испанца Авелино Васкеса.
В сентябре 2018 года завоевал титул интернационального чемпиона Германии в первом полусреднем весе, отправив в нокаут участника Олимпиады в Лондоне Мераба Туркадзе (5-2).

#### Бой с Френком Мартиным
15 июля 2023 года в Лас Вегасе в главном поединке вечера прошел элиминатор WBC с Фрэнком Мартиным (18-0, 12 KO). Бой для Мартина оказался намного тяжелее чем ожидали эксперты и болельщики. В первом раунде Арутюнян работал агрессором от джеба и поддавливал американца который в свою очередь отвечал жесткими ударами по корпусу. Во втором раунде Мартин чуть активизировался и стал жестко встречать идущего вперед Артёма. Не смотря на то, что 6-й раунд остался однозначно за Фрэнком первую половину боя он всё же проиграл ввиду активности и агрессии Артема в первых 4-5 раундах. Вторая половина боя оказалась более равной, а концовка явно за Мартиным который смог послать в нокдаун соперника в 12 раунде. Очень близкий бой. Счёт судей: 114—113, 115—112 и 115—112 в пользу Мартина. Статистика ударов по джебам, силовым и ударам в корпус была в пользу американца. Арутюнян не согласился с вердиктом судей

#### Бой с Шакуром Стивенсоном
6 июля в Ньюарке (США) прошел вечер бокса промоутерской компании Top Rank, главным событием которого стал бой против чемпиона мира по версии WBC в лёгком весе (до 61,2 кг) американца Шакура Стивенсона (21-0, 10 КО). С первых секунд стартового раунда армянский претендент пошёл вперёд. Он поддавливал чемпиона, запирал у канатов и старался резать углы отступления, но донести значимого удара не получалось. Чемпион уходил на ногах, редко отвечая, но был более точен. Ближе к середине боя чемпион стал активнее, временами брал инициативу на себя работая первым номером, с каждым раундом повышая количество точных попаданий. Арутюнян к 6-му раунду снизил активность напропускав в корпус, он сильно уступал в точности нанесённых силовых и в работе джебом. Во второй половине боя претендент уже не шел вперед и выбрасывал меньше ударов, отдав инициативу Стивенсону. Шакур остался верен своей тактике без риска, что и отметили судьи: 119—109, 118—110 и 116—112 в пользу чемпиона. Compubox: Шакур доминировал в бою. В общей точности (170-74), в джебах (44-17), и силовых (126-57). 